# Al-Mourada Omdurmán
El Al-Mourada Sports Club es un equipo de fútbol de Sudán que juega en la Segunda División de Sudán, la segunda liga de fútbol más importante del país.

## Historia
Fue fundado en el año 1927 en la ciudad de Omdurmán, conformando un tridente de equipos en la ciudad que han dejado un legado para Sudán, junto al Al-Hilal y el Al-Merrikh.
Es uno de los equipos más fuertes de Sudán y su nombre deriva de la palabra 'mowrid', que en árabe es un puerto que simboliza la importancia del equipo del suburbio de Al-Mourada para los habitantes de los puertos locales.

## Palmarés
- Primera División de Sudán: 1

1968
- Copa de Sudán: 5

1987, 1989, 1995, 1997, 1999

## Participación en competiciones de la CAF
| Temporada | Torneo                            | Ronda            | Club                | Casa  | Visita | Global  |
| --------- | --------------------------------- | ---------------- | ------------------- | ----- | ------ | ------- |
| 1968      | Copa Africana de Clubes Campeones | 1                | Somalí Police FC    | 3-1   | 1-1    | 4-2     |
| 1968      | Copa Africana de Clubes Campeones | 2                | Abaluhya United     | 3-1   | 0-3    | 3-4     |
| 1988      | Recopa Africana                   | 1                | Horseed FC          | 1-1   | 0-0    | 1-1 (a) |
| 1989      | Copa Africana de Clubes Campeones | 1                | Zamalek SC          | 1-0   | 1-2    | 2-2 (a) |
| 1989      | Copa Africana de Clubes Campeones | 2                | AFC Leopards        | 3-0   | 0-1    | 3-1     |
| 1989      | Copa Africana de Clubes Campeones | Cuartos de final | MC Oran             | 1-0   | 0-4    | 1-4     |
| 1992      | Copa CAF                          | 1                | Al Wahda Trípoli    | 2-2   | 0-1    | 2-3     |
| 1994      | Copa CAF                          | 1                | Ethiopian Coffee FC | 4-0   | 1-2    | 5-2     |
| 1994      | Copa CAF                          | 2                | Moroka Swallows FC  | 2-1   | 0-0    | 2-1     |
| 1994      | Copa CAF                          | Cuartos de final | Diamond Stars FC    | w.o.1 | w.o.1  | w.o.1   |
| 1994      | Copa CAF                          | Semifinales      | 1º de Maio          | 0-0   | 3-5    | 3-5     |
| 1996      | Recopa Africana                   | 1                | Rivatex             | 1-1   | 2-1    | 3-2     |
| 1996      | Recopa Africana                   | 2                | CD Costa do Sol     | 3-4   | 0-3    | 3-7     |
| 1998      | Recopa Africana                   | 1                | Express Red Eagles  | 0-0   | 0-1    | 0-1     |
| 2002      | Recopa Africana                   | 1                | AFC Leopards        | 0-0   | 1-0    | 1-0     |
| 2002      | Recopa Africana                   | 2                | CS Hammam-Lif       | 2-0   | 1-0    | 3-0     |
| 2002      | Recopa Africana                   | Cuartos de final | AS Police           | 0-1   | 0-3    | 0-4     |

1- Diamond Stars abandonó el torneo.